# آقای نواک
آقای نواک (انگلیسی: Mr. Novak) نام یک مجموعهٔ درام تلویزیونی آمریکایی است که از سال ۱۹۶۳ تا ۱۹۶۵ میلادی، از شبکهٔ ان‌بی‌سی به روی آنتن رفت.
این مجموعه تلویزیونی دربارهٔ یک معلم زبان انگلیسی به نام «آقای نواک» در «دبیرستان جفرسون» در لس آنجلس است که اغلب درگیر مشکلات شخصی دانش‌آموزان و سایر همکاران خود می‌شود و تلاش می‌کنند به آنان در حل‌شان کمک کند.
این مجموعه تلویزیونی در سال ۱۹۶۳ میلادی، برندهٔ جایزه پیبادی شد.
در ایران نیز، مجموعهٔ تلویزیونی «آقای نواک» در سال‌های ۱۳۵۳ تا ۱۳۵۴ خورشیدی، با دوبلهٔ فارسی از تلویزیون ملی ایران پخش شد.